# Pachydissus obsolescens
Pachydissus obsolescens es una especie de escarabajo longicornio del género Pachydissus, tribu Cerambycini, subfamilia Cerambycinae. Fue descrita científicamente por Holzschuh en 2017.

## Descripción
Mide 27-29 milímetros de longitud.

## Distribución
Se distribuye por Birmania.